# Académie Janáček de musique et des arts de la scène

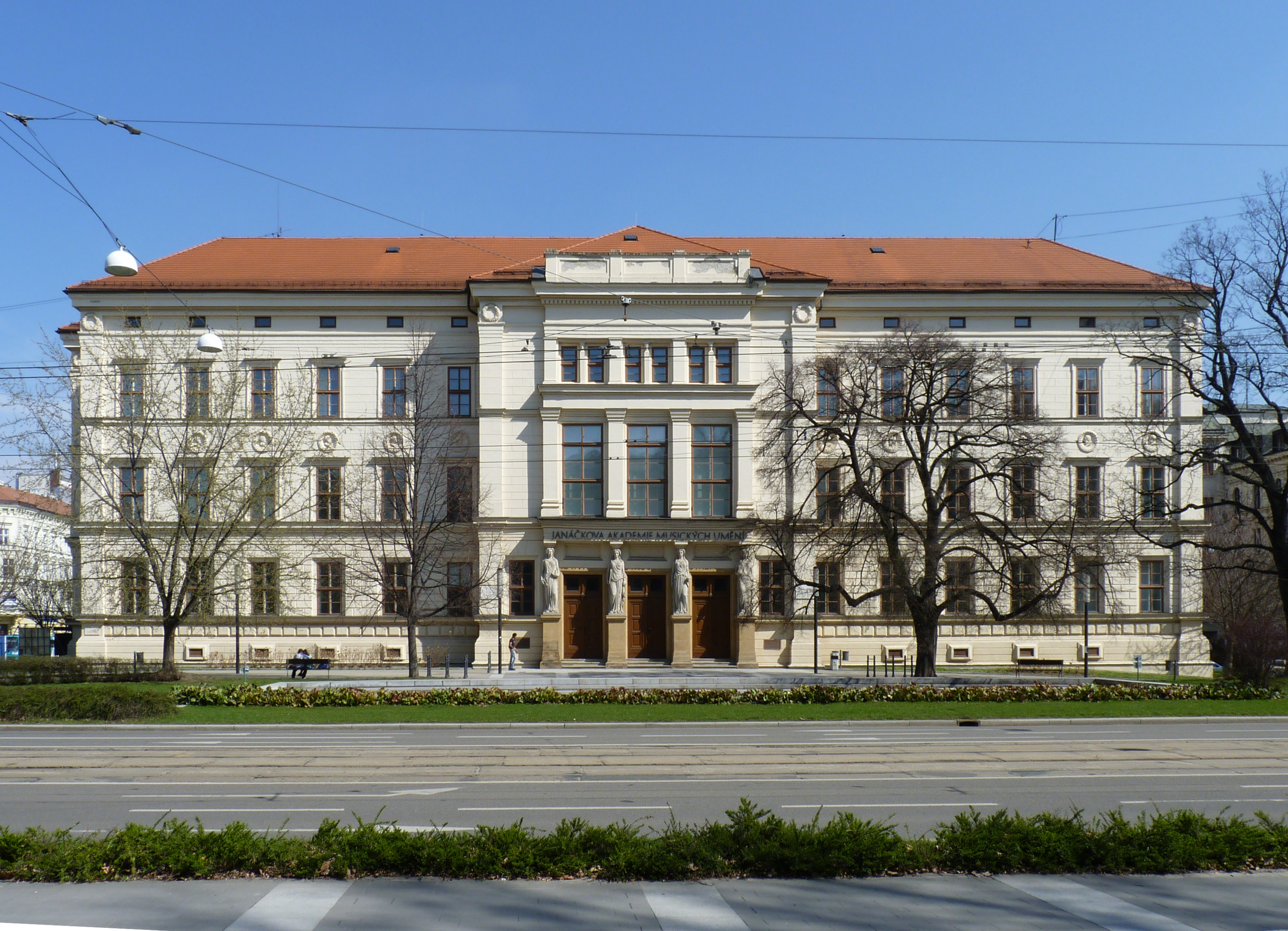
Académie Janáček de musique et des arts de la scène (JAMU).

L' Académie Janáček de musique et des arts de la scène de Brno (en tchèque : Janáčkova akademie múzických umění v Brně abrégé en JAMU) est une école supérieure de musique et d'arts vivants en Tchéquie. Fondée en 1947, elle est dédiée au compositeur morave Leoš Janáček qui, de son vivant, s'était efforcé de créer une école de ce type à Brno.
Elle comprend deux facultés :
- Faculté de musique
- Faculté de théâtre

## Anciens élèves
- Pavel Kikinčuk